# La bella y la bestia (película de 1991)
La bella y la bestia (título original en inglés: Beauty and the Beast) es una película de animación estadounidense es la trigésima película en el canon de Walt Disney Animation. El estreno fue en El Capitán Theatre el 13 de noviembre de 1991 producida por Walt Disney Feature Animation y dirigida por Gary Trousdale y Kirk Wise. Está basada en la versión revisada y abreviada que Jeanne-Marie Leprince de Beaumont escribió a partir de la historia original, mucho más larga, de Gabrielle-Suzanne Barbot de Villeneuve. Es la primera película animada nominada al Óscar a la mejor película, puesto que en esa época aún no existía la categoría de Óscar a la mejor película de animación.
Es una de las películas más conocidas de los estudios Disney. Esta película intensificó el nivel de animación de la etapa conocida como el Renacimiento de Disney, que comenzó en 1989 y terminó en 1999. Muchas otras películas animadas fueron influenciadas por la combinación de la animación tradicional y la generada por computadora. Esta historia también es uno de los mejores musicales y una de las películas más románticas de los Estados Unidos. Esta película se encuentra en la posición 34 dentro de la lista de las mejores películas románticas estadounidenses. Fue añadida en el 2002 al Registro Nacional de Películas de Estados Unidos como “Cultural e históricamente significativa” y en enero de ese mismo año fue reeditada en el formato IMAX en una edición especial que incluía una nueva canción la cual ya se encontraba en el musical.
La película fue adaptada por Linda Woolverton, basándose en la versión de La Bella y la Bestia de Jeanne-Marie Leprince de Beaumont (no aparece en los créditos de la película, pero se le da el crédito en la versión francesa como escritora de la novela).
Las canciones fueron escritas por Howard Ashman (letra) y Alan Menken (música), los dos crearon las canciones de La sirenita. En las entrevistas, los ejecutivos de Disney, dijeron que ellos habían caído en los recientes años, especialmente en 1990 y 1991. La cultura pop americana había sido olvidada, y ese joven que empieza con un mensaje que “una chica linda conoce a un chico guapo se citan y se casan”, Disney dijo que la moraleja asociada en el filme es que “la sociedad hace lo bello, pero la belleza no lo es todo”.
Fue un éxito total, recaudando más de 171 millones de dólares en ingresos domésticos y más de 403 millones de dólares en todo el mundo. El número de ventas de la película la hizo la 3.ª más taquillera de 1991, siendo solo superada por Terminator 2: el juicio final y Robin Hood: príncipe de los ladrones, esta también fue la película de animación más exitosa de todos los tiempos y la primera película de animación que alcanzó los $100 millones de dólares. Forma parte del AFI's 10 Top 10.

## Argumento
Cuenta la historia de un Príncipe que nació siendo muy vanidoso, y al crecer solía tratar a sus criados con indiferencia e ingratitud, y más desde que sus padres murieron por una causa desconocida. Una noche, durante una terrible tormenta, una hermosa Hechicera disfrazada de mendiga llega al castillo del Príncipe, ofreciéndole una rosa encantada a cambio de refugio durante la tormenta. Cuando el Príncipe se niega y se burla de ella, la visitante revela su identidad, dejándolo completamente sorprendido y encantado por su belleza, por lo que intenta seducirla; sin embargo, la Hechicera no se deja cortejar y transforma a los criados del Príncipe en objetos domésticos encantados frente a él, quien cambia de parecer al notar que su castillo va cayendo en una terrible maldición. Luego ella castiga de forma severa al Príncipe por ser demasiado cruel y egoísta, convirtiéndolo en una horrible Bestia. La Hechicera, además de la rosa encantada, también deja un espejo mágico y le advierte al antes Príncipe, ahora Bestia, que el hechizo sólo se romperá si aprende a amar a otro y ser amado a cambio antes de que caiga el último pétalo, cuando cumpla exactamente 21 años, o seguirá siendo una feísima Bestia y quedará solo, atrormentándose por el resto de su vida.
Varios años más tarde, en un pueblo cercano, Bella, la hija amante de los libros de un inventor excéntrico llamado Maurice, sueña con aventuras. Con frecuencia intenta evitar a Gastón, un cazador narcisista y engreído que quiere casarse con ella por considerarla la única mujer que encaja con su concepto de la verdadera belleza. De camino a una feria para mostrar su último invento, un cortador de leña automático, Maurice se pierde en el bosque y busca refugio en el castillo de la Bestia. Allí, la Bestia encuentra a Maurice y lo encarcela por allanamiento de morada. Cuando el caballo de Maurice regresa solo, Bella se aventura a buscar a su padre y lo encuentra encerrado en el calabozo del castillo. Bella acepta tomar el lugar de Maurice como prisionero de la Bestia a cambio de la libertad de su padre.
Bella se hace amiga de los sirvientes del castillo: Lumière el candelabro , Cogsworth el reloj, la señora Potts la tetera y su hijo Chip, la taza de té. Cuando se adentra en el ala oeste prohibida y encuentra la rosa, la Bestia la atrapa y, enojada, la obliga a huir del castillo. En el bosque, una manada de lobos la embosca, pero la Bestia la rescata y resulta herida en el proceso. Mientras Bella cura sus heridas, se desarrolla una relación entre ellos y, a medida que pasa el tiempo, comienzan a enamorarse.
Mientras tanto, Maurice regresa al pueblo y no logra convencer a la gente del pueblo de la situación de Bella. Al escuchar las declaraciones de Maurice sobre la Bestia, Gastón trama un plan: soborna a Monsieur D'Arque, el director del manicomio de la ciudad , para que declare loco a Maurice y lo encierre, lo que Gastón utilizará para chantajear a Bella para que se case con él a cambio de la libertad de su padre. Sin embargo, antes de que puedan actuar, Maurice se escapa de sus captores y parte hacia el castillo para intentar un rescate solo.
Después de compartir un baile romántico con la Bestia, Bella usa el espejo mágico de la Bestia para ver cómo está su padre y lo ve desplomarse en el bosque. La Bestia la libera para salvar a Maurice y le entrega el espejo como recuerdo. Después de que Bella lleva a su padre al pueblo, un grupo de aldeanos liderados por Gastón llega para detener a Maurice. Bella usa el espejo para mostrar la Bestia a la gente del pueblo, demostrando la cordura de su padre. Al darse cuenta de que Bella ama a la Bestia, Gastón, celoso e indignado, encierra a Bella y a su padre en el sótano y reúne a los aldeanos para que lo ayuden a matar a la Bestia. Chip, que llegó a su casa como polizón, activa la máquina cortadora de leña de Maurice, liberando a Maurice y Bella del sótano.
Los objetos encantados unen sus fuerzas para proteger a su amo y luchan contra la turba furiosa de Gastón, mientras el cazador consigue entrar en busca de la Bestia, encontrándose ambos en la terraza del castillo. Al principio, Gastón parece ganar a una Bestia un tanto desanimada, pero luego de la intervención de Bella, la balanza se decanta en favor de la Bestia. Al ser derrotado por la Bestia, Gastón no acepta que nadie lo deje vivir sin honor, y aprovechando el descuido, ataca a su enemigo por detrás, apuñalándolo cobardemente. A pesar de todo, la Bestia se abalanza y empuja a Gastón desde la orilla de la terraza, dejándolo caer al vacío y terminando con su existencia. Bella rompe a llorar al ver a la Bestia agonizando y le confiesa su amor, antes de que todo termine, bajo una lluvia tranquila y deprimente. De pronto, se manifiesta  un milagro y la Bestia se transforma nuevamente en el Príncipe frente a Bella y ambos se entrelazan en el verdadero amor. Así, los objetos encantados vuelven a ser humanos y el castillo es liberado de la terrible maldición de la Hechicera. Finalmente, Bella y el Príncipe viven felices bailando en el salón del castillo y la paz ha regresado al reino, para siempre. 

## Elenco de voces
A partir de esta película, Javier Pontón toma la decisión de establecer un doblaje al español exclusivo para España en lugar de distribuir el hispanoamericano en ese país.
| Personaje                     | Actor de voz original | Actor de doblaje (Hispanoamérica)                        | Actor de doblaje (España)                                |
| ----------------------------- | --------------------- | -------------------------------------------------------- | -------------------------------------------------------- |
| Bella                         | Paige O'Hara          | Diana Santos (diálogos) Lourdes Ambriz (canciones)       | Inés Moraleda                                            |
| El Príncipe Adam/Bestia       | Robby Benson          | Arturo Mercado (diálogos) Walterio Pesqueira (canciones) | Jordi Brau                                               |
| Gastón                        | Richard White         | Emilio Guerrero (diálogos) Armando Gama (canciones)      | Juan Carlos Gustems (diálogos) Xavier Ribera (canciones) |
| LeFou                         | Jesse Corti           | Jesse Corti                                              | Pep Sais (diálogos) Òscar Mas (canciones)                |
| Maurice                       | Rex Everhart          | Esteban Siller Garza                                     | Manuel Lázaro                                            |
| Lumière                       | Jerry Orbach          | Carlos Petrel Arturo Mercado (DVD de edición especial)   | Miguel Ángel Jenner                                      |
| Din Don                       | David Ogden Stiers    | Moisés Palacios                                          | Antonio Gómez de Vicente                                 |
| Narrador                      | David Ogden Stiers    | Francisco Colmenero                                      | Camilo García                                            |
| Cocina                        | Brian Cummings        | Francisco Colmenero                                      | Francisco Garriga                                        |
| Librero                       | Alvin Epstein         | Francisco Colmenero                                      | Santiago Cortés                                          |
| Señora Potts                  | Angela Lansbury       | Norma Herrera                                            | Marta Martorell                                          |
| Chip                          | Bradley Pierce        | Francisco González                                       | Roser Vilches                                            |
| Armario                       | Jo Anne Worley        | Maru Guzmán (diálogos) Laura Belmar (canciones)          | Nuria Cugat                                              |
| Trilliza Casadera de rojo     | Mary Kay Bergman      | María Fernanda Morales                                   | Alicia Laorden                                           |
| Trilliza Casadera de amarillo | Mary Kay Bergman      | María Fernanda Morales                                   | Victoria Ramos                                           |
| Trilliza Casadera de verde    | Kath Soucie           | Araceli de León                                          | Gemma Ibañez                                             |
| Monsieur D'Arque              | Tony Jay              | Carlos Petrel                                            | Joaquín Muñoz                                            |

## Banda sonora
| Título en inglés           | Título en español                            | Intérpretes | Duración |
| -------------------------- | -------------------------------------------- | --- | -------- |
| " Prologue"                | " Prólogo"                                   | Alan Menken (Inglés) | 02:26    |
| " Bella"                   | "Bella"                                      | Paige O'Hara, Richard White y Jesse Corti (Inglés) Inés Moraleda, Xavier Ribera, Óscar Mas y Coro (Doblaje para España)/Lourdes Ambriz, Armando Gama, Jesse Corti y Coro (Doblaje para Hispanoamérica)                                                                             | 05:09    |
| " Gaston"                  | "Gastón"                                     | Jesse Corti y Richard White (Inglés) Óscar Mas, Xavier Ribera y Coro (Doblaje para España)/Armando Gama, Jesse Corti y Coro | 03:40    |
| " Be Our Guest"            | " ¡Qué Festín!"/ Nuestro Huésped Sea Usted   | Jerry Orbach y Angela Lansbury (Inglés) Miguel Ángel Jenner, Marta Martorell y Coro (Doblaje para España)/Carlos Petrel, Norma Herrera y Coro (Doblaje para Hispanoamérica) | 03:44    |
| " Something There"         | " Algo Nuevo/ Algo Ahí"                      | Paige O'Hara y Robby Benson (Inglés) Inés Moraleda, Jordi Brau, Miguel Ángel Jenner, Marta Martorell, Antonio Gómez De Vicente y Coro (Doblaje para España)/Lourdes Ambriz, Walterio Pesqueira, Norma Herrera, Moisés Palacios, Carlos Petrel y Coro (Doblaje para Hispanoamérica) | 02:19    |
| " The Mob Song"            | " Humano otra Vez/ Ser Humano otra vez"      | Jesse Corti y Richard White (Inglés) Miguel Ángel Jenner, Eduard Doncos, Marta Martorell, Belén Marcos y Coro (Doblaje para España)/Arturo Mercado*, Moisés Palacios, Norma Herrera, Laura Belmar y Coro                                                                           | 03:30    |
| "Beauty and the Beast"     | " La Bella y la Bestia]/ Bella y Bestia son" | Angela Lansbury (Inglés) Marta Martorell (Doblaje para España)/Norma Herrera (Doblaje para Hispanoamérica) | 02:46    |
| " To the Fair"             | " Asalto al Castillo/ ¡Que muera ya!"        | Alan Menken (Inglés) Xavier Ribera y Coro (Doblaje para España)/Armando Gama y Coro (Doblaje para Hispanoamérica) | 01:58    |
| " West Wing"               | "Al Ala Oeste"                               | Alan Menken (Inglés) | 03:42    |
| " The Beast Lets Bella Go" | "La Bestia libera a Bella"                   | Alan Menken (Inglés) | 02:22    |
| " Battle on the Tower"     | "Batalla en la Torre"                        | Alan Menken (Inglés) | 05:29    |
| " Transformation"          |                                              | Alan Menken (Inglés) | 05:47    |
| " Beauty and the Beast"    |                                              | Céline Dion y Peabo Brysson | 04:04    |

*Incluida en la Edición Especial de Colección, grabada en 2002. Arturo Mercado dobla a Lumiére debido al fallecimiento de Carlos Petrel en 2000.

## Producción

### Versiones anteriores
Tras el gran éxito comercial y de crítica de Blancanieves y los siete enanitos en 1937, Walt Disney buscó otras historias para adaptarlas al cine, siendo La Bella y la Bestia una de las historias que consideró.Se hicieron intentos de desarrollar la historia de La Bella y la Bestia en una película en las décadas de 1930 y 1950, pero finalmente se abandonaron porque "resultó ser un desafío" para el equipo de la historia. Peter M. Nichols afirma que Disney pudo haberse desanimado más tarde porque Jean Cocteau ya había hecho su versión de 1946.
Décadas más tarde, cuando Quién engañó a Roger Rabbit estaba a punto de completarse en 1987, el estudio de Disney resucitó La Bella y la Bestia como un proyecto para el estudio de animación satelital que había creado en Londres, Inglaterra, para trabajar en Roger Rabbit. Se le propuso dirigir a Richard Williams, que había dirigido las partes animadas de Roger Rabbit, pero se negó a continuar trabajando en su proyecto de larga duración The Thief and the Cobbler. En su lugar, Williams recomendó a su colega, el director de animación inglés Richard Purdum, y comenzó a trabajar con el productor Don Hahn en una versión no musical de La Bella y la Bestia ambientada en la Francia del siglo XIX. A instancias del director ejecutivo de Disney, Michael Eisner, La Bella y la Bestia se convirtió en la primera película animada de Disney en utilizar un guionista. Este fue un movimiento inusual para una película animada, que tradicionalmente se desarrolla en guiones gráficos en lugar de guiones. Linda Woolverton escribió el borrador original de la historia antes de que comenzara el guion gráfico y trabajó con el equipo de historia para reestructurar y desarrollar la película.

### Reescritura de guion y musicalización
Al ver los carretes del guion gráfico inicial en 1989, el presidente de Walt Disney Studios, Jeffrey Katzenberg, no estaba satisfecho con la idea de Purdum y ordenó que se descartara la película y se comenzara de nuevo desde cero. Unos meses después de empezar de nuevo, Purdum dimitió como director. El estudio se había acercado a John Musker y Ron Clements para dirigir la película, pero rechazaron la oferta, diciendo que estaban "cansados" después de haber terminado de dirigir el reciente éxito de Disney, La Sirenita. Luego, Katzenberg contrató a los directores noveles Kirk Wise y Gary Trousdale. Wise y Trousdale habían dirigido previamente las secciones animadas de Cranium Command, un cortometraje para una atracción del parque temático Disney EPCOT . Además, queriendo otra película musical, Katzenberg pidió a los compositores Howard Ashman y Alan Menken , que habían escrito la música de La Sirenita, que convirtieran La Bella y la Bestia en una película musical al estilo Broadway en la misma línea que Sirena . Ashman, que en ese momento se había enterado de que se estaba muriendo por complicaciones del SIDA, había estado trabajando con Disney en su proyecto favorito, Aladdín , y aceptó a regañadientes unirse al equipo de producción en apuros. Para adaptarse a la delicada salud de Ashman, la preproducción de La Bella y la Bestia se trasladó de Londres al Residence Inn en Fishkill, Nueva York , cerca de la casa de Ashman en Nueva York.  Aquí, Ashman y Menken se unieron a Wise, Trousdale, Hahn y Woolverton para reestructurar el guion de la película. Dado que la historia original tenía sólo dos personajes principales, los realizadores los mejoraron, agregaron nuevos personajes en forma de artículos domésticos encantados que "agregan calidez y comedia a una historia sombría" y guían a la audiencia a través de la película. y añadió un "verdadero villano" en la forma de Gastón. 
Estas ideas eran algo similares a elementos de la versión cinematográfica francesa de 1946 de La Bella y la Bestia , que introdujo el personaje de Avenant, un pretendiente tonto algo similar a Gastón, así como objetos inanimados que cobraban vida en el castillo de la Bestia. Sin embargo, los objetos animados recibieron personalidades distintas en la versión de Disney. A principios de 1990, Katzenberg había aprobado el guion revisado y la elaboración del guion gráfico comenzó de nuevo. La producción llevó a los artistas de la historia de un lado a otro entre California y Nueva York para obtener la aprobación del guion gráfico por parte de Ashman, aunque al equipo no se le dijo el motivo. 

### Casting y grabación
Disney había considerado originalmente elegir a Jodi Benson de La Sirenita como Bella. Finalmente se decidieron por la actriz y cantante de Broadway Paige O'Hara a favor de tener una heroína que sonara "más como una mujer que como una niña". Según el codirector Kirk Wise, a O'Hara se le asignó el papel porque "tenía una cualidad única, un tono que alcanzaba y que la hacía especial",que recuerda al de la actriz y cantante estadounidense Judy Garland. O'Hara, quien, después de leer sobre la película en The New York Times,compitió por el papel contra 500 aspirantes, cree en el hecho de que el letrista Howard Ashman admiraba la grabación del elenco del musical Show Boat. resultó integral en su elección. Originalmente se consideró que Laurence Fishburne, Val Kilmer y Mandy Patinkin darían voz a la Bestia, pero el papel finalmente se le dio al actor Robby Benson. Originalmente, John Cleese tenía la intención de darle voz a Din Don, pero luego lo rechazó para darle voz a Cat. R. Waul en la película animada de Universal Pictures An American Tail: Fievel Goes West , y el papel finalmente le fue otorgado a David Ogden Stiers. Originalmente se consideró que Julie Andrews daría voz a la Sra. Potts, pero el papel finalmente se le dio a Angela Lansbury.

### Animación
La producción de La Bella y la Bestia debía completarse en un cronograma comprimido de dos años en lugar del cronograma de producción tradicional de cuatro años de Disney Feature Animation; esto se debió a la pérdida de tiempo de producción dedicado al desarrollo de la versión anterior de Purdum de la película. La mayor parte de la producción se realizó en el estudio principal de Feature Animation, ubicado en las instalaciones de Air Way en Glendale, California. Un equipo más pequeño en el parque temático Disney-MGM Studios en Lake Buena Vista, Florida, ayudó al equipo de California en varias escenas, particularmente en el número "Be Our Guest". 
La Bella y la Bestia fue la segunda película, después de The Rescuers Down Under, producida utilizando CAPS (Computer Animation Production System), un sistema de escaneo digital, tinta, pintura y composición de software y hardware desarrollado para Disney por Pixar.  El software permitía una gama más amplia de colores, así como sombreados suaves y efectos de líneas de colores para los personajes, técnicas que se perdieron cuando el estudio de Disney abandonó el entintado a mano por la xerografía a principios de la década de 1960. CAPS/ink & paint también permitió al equipo de producción simular efectos multiplano: colocar personajes y/o fondos en capas separadas y moverlos hacia o desde la cámara en el eje Z para dar la ilusión de profundidad, además de alterar el enfoque de cada capa. 
Además, CAPS/ink & paint permitió una combinación más sencilla de arte dibujado a mano con imágenes generadas por computadora, que antes tenían que trazarse en papel de animación y luego fotocopiarse y pintarse de forma tradicional.  Esta técnica tuvo un uso significativo durante la secuencia del vals "La Bella y la Bestia", en la que Bella y Bestia bailan en un salón de baile generado por computadora mientras la cámara se mueve a su alrededor en un espacio 3D simulado. Los realizadores originalmente habían decidido no usar computadoras en favor de la animación tradicional, pero más tarde, cuando la tecnología mejoró, decidieron que se podía usar para una escena en el salón de baile. Antes de eso, los entornos CGI se habían impreso por primera vez como estructura alámbrica, pero esta fue la primera vez que Disney hizo uso de renderizado 3D.  El éxito de la secuencia del salón de baile ayudó a convencer a los ejecutivos del estudio de invertir más en animación por computadora. La tecnología hardware que se utilizó para el CGI fue SGI, y el software que se utilizó es RenderMan de Pixar. 
El baile final entre Bella y el Príncipe fue reutilizado de la secuencia de baile final entre la Princesa Aurora y el Príncipe Felipe de la película de 1959 La Bella Durmiente. Según Trousdale, esto se hizo porque la producción de la película se acercaba a la fecha límite y esta era la forma más fácil de hacer esa secuencia.

### Música
Ashman y Menken escribieron la partitura de la canción Beauty durante el proceso de preproducción en Fishkill, siendo la apertura de opereta estilo "Bella" su primera composición para la película. Otras canciones incluyeron " Be Our Guest ", cantada (en su versión original) a Maurice por los objetos cuando se convierte en el primer visitante que come en el castillo en una década, "Gastón", un solo para el villano fanfarrón y su torpe compañero. , "Human Again", una canción que describe el creciente amor de Bella y Bestia desde la perspectiva de los objetos, la balada de amor "La Bella y la Bestia (Tale as Old as Time) " y el clímax " The Mob Song ". Cuando el desarrollo de la historia y la canción llegó a su fin, la producción completa comenzó en Burbank mientras que la grabación de voces y canciones comenzó en la ciudad de Nueva York. Las canciones de Beauty se grabaron en su mayoría en vivo con la orquesta y el elenco de voces actuando simultáneamente en lugar de regrabarlas por separado, para darle a las canciones una "energía" similar a la de un álbum que los cineastas y compositores deseaban. 
Durante el transcurso de la producción, se realizaron muchos cambios en la estructura de la película, lo que requirió el reemplazo y la reutilización de canciones. Después de proyectar una versión mayoritariamente animada de la secuencia "Be Our Guest", el artista de la historia Bruce Woodside sugirió que los objetos deberían cantarle la canción a Bella en lugar de a su padre. Wise y Trousdale estuvieron de acuerdo, y la secuencia y la canción fueron reestructuradas para reemplazar a Maurice por Bella. La canción que da título a la película atravesó cierta incertidumbre durante la producción. Originalmente concebida como una canción de rock, se cambió a una balada lenta y romántica. Howard Ashman y Alan Menken le pidieron a Angela Lansbury que interpretara la canción, pero ella no pensó que su voz fuera adecuada para la melodía.
Cuando expresó sus dudas, Menken y Ashman le pidieron al menos una toma y le dijeron que interpretara la canción como mejor le pareciera. Según se informa, Lansbury hizo llorar a todos en el estudio con su interpretación, interpretando la canción en la única toma que le pidieron. Esta versión ganó el Oscar a la Mejor Canción Original. "Human Again" se eliminó de la película antes de que comenzara la animación, ya que su letra causó problemas sobre la línea de tiempo en la que se desarrolla la historia. Esto requirió que Ashman y Menken escribieran una nueva canción en su lugar. "Something There", en el que Bella y Bestia cantan (mediante voz en off) su creciente cariño mutuo, se compuso al final de la producción y se insertó en el guion en lugar de "Human Again". 
Más tarde, Menken revisaría "Human Again" para incluirla en la versión teatral de Broadway de 1994 de La Bella y la Bestia, y se agregó otra versión revisada de la canción a la película en una nueva secuencia creada para el relanzamiento de la Edición Especial de la película en 2002. Ashman murió de complicaciones relacionadas con el SIDA a la edad de 40 años el 14 de marzo de 1991, ocho meses antes del estreno de la película . Nunca vio la película terminada, aunque sí pudo verla en su formato inacabado. El trabajo de Ashman en Aladdin fue completado por otro letrista, Tim Rice. Antes de la muerte de Ashman, miembros del equipo de producción de la película lo visitaron después de la bien recibida primera proyección de la película, y Don Hahn comentó que "la película sería un gran éxito. ¿Quién lo hubiera pensado?". Ashman respondió: "Lo haría".
Se incluyó un homenaje al letrista al final de los créditos: "A nuestro amigo Howard, quien le dio a una sirena su voz y a una bestia su alma. Estaremos eternamente agradecidos. Howard Ashman: 1950-1991".  Una versión pop del tema "La Bella y la Bestia", interpretada por Céline Dion y Peabo Bryson durante los créditos finales, fue lanzada como sencillo comercial de la banda sonora de la película, respaldada por un vídeo musical. La versión de Dion/Bryson de "La Bella y la Bestia" se convirtió en un éxito pop internacional y tuvo un desempeño considerablemente bueno en las listas de éxitos de todo el mundo. La canción se convirtió en el segundo sencillo de Dion en llegar al top 10 del Billboard Hot 100, alcanzando el puesto número nueve. La canción alcanzó el puesto número tres en la lista Billboard Hot Adult Contemporary. En Canadá, "La Bella y la Bestia" alcanzó el puesto número dos.  Fuera de América del Norte, la canción alcanzó su punto máximo entre los diez primeros en Nueva Zelanda y el Reino Unido, mientras que alcanzó su punto máximo entre los veinte primeros en Australia, Países Bajos e Irlanda. La canción vendió más de un millón de copias en todo el mundo.  Esta versión de la canción también fue nominada a Grabación del Año, Canción del Año y Mejor Interpretación Vocal de Dúo/Grupo Pop en la 35ª Entrega Anual de los Premios Grammy, ganando este último.

## Lanzamiento y recepción

### Críticas

#### Anglosajonas y de otros países
La prensa en inglés elogió en su amplia mayoría al filme. El sitio web Rotten Tomatoes, que recopila numerosas críticas de diversos especialistas de la industria provenientes de países anglosajones, posee un 92% de aprobación consensuada con base en 92 reseñas analizadas. Su conclusión cita lo siguiente: «encantadora, plenamente romántica y con una amplia variedad de maravillosos números musicales, La bella y la bestia es una de las ofertas animadas más elegantes de los estudios Disney». Disney no había tenido tal recepción abrumadoramente positiva desde sus producciones estrenadas en los años 1940. Una escena particularmente elogiada en la mayoría de las reseñas respecto a su calidad en la animación es la del baile de los protagonistas, mientras que los aspectos más comentados positivamente son el visual y el musical. Respecto al legado de la película, el propio compositor de la banda sonora, Alan Menken, señaló: «Creo que la película sigue funcionando porque le habla a la gente de algo que forma parte de sus vidas. Les habla en su mismo idioma, por eso es que sigue generando fanáticos como el primer día cada vez que se lanza una nueva edición en video.»
En los Estados Unidos, Roger Ebert le dio cuatro estrellas, su máxima calificación para una reseña cinematográfica. Al comenzar su evaluación, comentó que la cinta «[más allá de ser un producto animado, era algo que] le contaba una historia, le permitía escuchar música asombrosa y le había entretenido», y la comparó positivamente con otras producciones previas de Disney como Pinocho, Blancanieves y los siete enanitos y La sirenita. Concluyó su reseña diciendo que la película «se remonta a la antigua y provechosa tradición de Hollywood, en la que los mejores guionistas, músicos y cineastas se reúnen en un mismo proyecto, con la noción de que una audiencia familiar merece un gran entretenimiento». Finalmente, la catalogó como su tercera cinta favorita de 1991, solamente superada en sus gustos por Los chicos del barrio y JFK. De manera similar, James Berardinelli no solamente le dio cuatro estrellas, al igual que Ebert, sino que además la catalogó como «la mejor película animada de todos los tiempos», y elogió la calidad de la animación y su banda sonora. En sus palabras: «El filme alcanza una combinación casi perfecta de romance, innovación, música y animación. Si bien muchas cintas animadas intentan resultar del agrado tanto para la audiencia adulta como para la infantil, La bella y la bestia es una de esas excepciones que logra ese objetivo sublime». La revista estadounidense Variety la describió como «una película adorable que está a la par de los mejores clásicos animados de Disney, [...] es un cuento relatado de nuevo, pero esta vez de forma pura». Richard Corliss, de la revista Time, subrayó en su reseña: «[la cinta] está cerca de la consistencia total. Las plumas de sus animadores son como varitas mágicas; su movimiento encanta. Y el encanto está presente también en la esencia de la historia». Además, elogió la musicalización y la calidad visual, y la comparó con Pinocho y Dumbo. Jennie Punter, del diario canadiense The Globe and Mail, la calificó como «maravillosa» y «una gema del estudio Disney», mientras que Chris Tookey, del periódico británico Daily Mail, agregó a su vez que «la más perfecta mezcla de animación, relato y canciones debe ser, con toda seguridad, este adorable tributo [La bella y la bestia] a los antiguos cuentos de hadas». No obstante, para algunos críticos, como Desson Thomson, de The Washington Post, «las escenas, personajes y canciones intentan duplicar con obviedad el éxito de La sirenita. [Pero] el ingenio y la música no son lo suficientemente buenas [...] no es una de las mejores películas de todos los tiempos».
Eric Smoodin, en su libro Animating Culture, señala que el estudio intentaba, con La bella y la bestia, cubrir de cierta forma algunos de los estereotipos de género impuestos en producciones anteriores. A manera de comentario, añadió que, si se toma en cuenta cómo combina los cuentos de hadas tradicionales con el feminismo, y la animación tradicional con la realizada por computadora, entonces «su grandeza puede evidenciarse en la narrativa tecnológica o incluso en la política». Michael Barrier, en su obra Hollywood Cartoons: American Animation in Its Golden Age, destaca que el personaje de Bella «se torna menos intelectual al leer libros, al parecer, que en vez de salir con ellos a la calle», aunque opinó que la producción había prosperado en cuanto a «ponerse desafíos del nivel de las mejores películas de Walt Disney». Para David Whitley, en su libro The Idea of Nature in Disney Animation, Bella difiere de otras heroínas de Disney previas en cuanto a que no está sometida a realizar únicamente labores domésticas, aunque su rol en la trama no está claramente definido, al igual que ocurre «en la cultura contemporánea, donde las jóvenes no cooperan mucho con las labores domésticas cuando son menores de edad, y conforme crecen tienen que asumir las responsabilidades numerosas y tediosas de la madre que sí trabaja en el hogar». Whitley observó también otras similitudes entre la historia de la cinta y algunos elementos e influencias de la cultura popular, tales como el chovinismo de Gaston y su actitud respecto a la naturaleza, los sirvientes que trabajan como robots, y el papel del padre como inventor, en vez de desempeñarse como un simple comerciante. Betsy Hearne, editora de The Bulletin of the Center for Children's Books, subrayó que la moralidad es abordada de manera distinta en la adaptación respecto a la obra original, pues esta última se enfoca más en la «Belleza interior» y en la heroína, mientras que en la película se centra más en un enfrentamiento violento de Bestia con el antagonista; en su opinión, «no es la falta de amor de Bella lo que casi acaba matando a Bestia, sino la daga de un enemigo». Por otra parte, Stefan Kanfer, en su escrito Serious Business, comentó que «[en esta película] se captó por completo la tradición del teatro musical», y comparó la adaptación con la elección de Angela Lansbury y Jerry Orbach para interpretar a los protagonistas en la versión de Broadway del cuento de hadas.

#### Iberoamericanas y españolas
México
Mary Carmen Albarrán, de la revista mexicana Cine Premiere, consideró en su reseña que «es la obra más grande de Disney» y resaltó «lo bien que está escrita la historia, la magnitud de los musicales o la avanzada técnica de animación para el momento en que fue hecha», mientras que Arturo Cruz Marcenas, del periódico La Jornada, elogió el aspecto visual de la película, al comentar que «los paneos causan en el espectador una sensación de movimiento sin igual», y argumentó que uno de sus principales logros recayó en que «hizo renacer el interés por las películas musicales y revivió los musicales de Broadway».
Argentina
Javier Porta, del diario La Nación, estimó que «no sólo fue un gran éxito para Disney en su momento, sino que dio forma definitiva y perfecta, luego de ese regreso que fue La sirenita, a un modelo de producción de gran eficacia para la compañía en los noventa», y la calificó como una de «las mejores y más grandes películas».
España
Pablo Kurt, del sitio web español FilmAffinity, consideró que a partir de La bella y la bestia, a la que calificó como «una encantadora historia», fue que «Disney comenzó una década de los noventa [sic] con este gran éxito de taquilla [...y ayudó a establecer a] Disney como reina de la animación».
Nando Salvá, del diario también español elPeriódico.com, la catalogó como «la mejor película de animación de la historia [...], por su perfecta combinación de romance, música, fantasía, humor, violencia, personajes igual de memorables que los de clásicos Disney como La Cenicienta y La Bella Durmiente y media docena de números de canto y danza francamente espectaculares, dotados de una energía y una audacia dignas de las coreografías de Busby Berkeley».

## Adaptaciones

### Musical de Broadway
Según un artículo del Houston Chronicle , "El catalizador para que Disney desafiara el escenario fue un artículo del crítico de teatro del New York Times, Frank Rich, que elogia a La Bella y la Bestia como el mejor musical de 1991. El director ejecutivo de Theatre Under The Stars (TUTS), Frank Young había estado intentando que Disney se interesara por una versión teatral de La Bella casi al mismo tiempo que Eisner y Katzenberg reflexionaban sobre la columna de Rich, pero Young parecía no poder ponerse en contacto con la persona adecuada en el imperio de Disney. Los ejecutivos de Disney comenzaron a perseguir el proyecto desde su punto de vista. Cuando le preguntaron a George Ives, director de Actors Equity en la Costa Oeste, cuál teatro de Los Ángeles sería el mejor lugar para estrenar un nuevo musical, Ives dijo cuál era el mejor teatro para ese propósito. sería TUTS. No mucho después de eso, Don Frantz y Bettina Buckley de Disney se pusieron en contacto con Young y la asociación estaba en marcha". Una condensación escénica de la película, dirigida por Robert Jess Roth y coreografiada por Matt West, quienes pasaron al desarrollo de Broadway, ya se había presentado en Disneyland en lo que entonces se llamaba el escenario Videopolis. La Bella y la Bestia se estrenó en una producción conjunta de Theatre Under The Stars y Disney Theatricals en el Music Hall, Houston , Texas, del 28 de noviembre de 1993 al 26 de diciembre de 1993. 
El 18 de abril de 1994, La Bella y la Bestia se estrenó en Broadway en el Palace Theatre de la ciudad de Nueva York con críticas mixtas. El espectáculo se trasladó al Teatro Lunt-Fontanne el 11 de noviembre de 1999.  El éxito comercial del espectáculo dio lugar a producciones en el West End, Toronto y en todo el mundo.  La versión de Broadway, que estuvo en cartelera durante más de una década, recibió un premio Tony y se convirtió en la primera de una línea completa de producciones teatrales de Disney.  El elenco original de Broadway incluía a Terrence Mann como la Bestia, Susan Egan como Bella, Burke Moses como Gastón, Gary Beach como Lumière, Heath Lamberts como Din Don, Tom Bosley como Maurice, Beth Fowler como la Sra. Potts y Stacey Logan como Babette el plumero.  Muchos actores y cantantes conocidos también protagonizaron la producción de Broadway durante sus trece años de carrera, incluidos Kerry Butler , Deborah Gibson , Toni Braxton , Andrea McArdle , Jamie-Lynn Sigler, Christy Carlson Romano , Ashley Brown y Anneliese. van der Pol como Bella; Chuck Wagner , James Barbour y Jeff McCarthy como la Bestia; Meshach Taylor , Patrick Page , Bryan Batt , Jacob Young y John Tartaglia como Lumière; Marc Kudisch, Christopher Sieber y Donny Osmond como Gastón; y Nick Jonas , Harrison Chad y Andrew Keenan-Bolger como Chip.  El espectáculo terminó su carrera en Broadway el 29 de julio de 2007, después de 46 avances y 5.461 funciones.  A partir de 2017 , es el décimo espectáculo de mayor duración de Broadway en la historia. 

### La bella y la bestia(2017)
En junio de 2014, Walt Disney Pictures anunció que se estaba preparando una adaptación cinematográfica de acción real de la película animada original, con Bill Condon dirigiendo y Evan Spiliotopoulos escribiendo el guion. Condon originalmente planeó no solo inspirarse en la película animada, sino también incluir la mayoría, si no todas, las canciones de Menken/Rice del musical de Broadway, con la intención de hacer la película como " Película musical sencilla, de acción real y de gran presupuesto".  En septiembre de 2014, se anunció que Stephen Chbosky reescribiría el guion. En enero de 2015, Emma Watson anunció a través de su página de Facebook que interpretaría a Bella en la película de acción real.
En marzo de 2015, Dan Stevens, Luke Evans, Emma Thompson, Josh Gad, Audra McDonald y Kevin Kline se unieron a la película como la Bestia, Gaston, la Sra. Potts, Lefou, Garderobe y Maurice, respectivamente.  Al mes siguiente, Ian McKellen , Ewan McGregor , Stanley Tucci y Gugu Mbatha-Raw se unieron al elenco, como Cogsworth, Lumière, Cadenza y Plumette, respectivamente. El compositor Alan Menken volvió a componer la música de la película, con nuevo material escrito por Menken y Tim Rice.  En junio de 2015, Menken dijo que la película no incluiría las canciones escritas para el musical de Broadway.  El rodaje comenzó el 18 de mayo de 2015 en Londres y en los estudios Shepperton de Surrey.  La producción concluyó oficialmente en agosto de 2015.  La película se estrenó el 17 de marzo de 2017.

### La Bella y la Bestiaen el Hollywood Bowl
En 2018, tuvo lugar una celebración de concierto en vivo en el Hollywood Bowl, dirigida por Richard Kraft y Kenneth Shapiro. El elenco incluía a Zooey Deschanel como Bella, Anthony Evans como la Bestia, Taye Diggs como Gaston, Kelsey Grammer como Lumiere, Rebel Wilson como LeFou, Jane Krakowski como la Sra. Potts y Baraka May como Chip. Estuvieron acompañados por una orquesta en vivo, cantando canciones de la película original.

### La Bella y la Bestia: Una celebración número 30
El 5 de julio de 2022, ABC informó que se estaba desarrollando un especial de animación/acción en vivo que se emitiría el 15 de diciembre de 2022, con Hamish Hamilton como director y Jon M. Chu como productor ejecutivo. ABC dijo que incluiría actuaciones musicales en vivo nunca antes vistas, junto con nuevos decorados y vestuario inspirados en la historia clásica. El 20 de julio de 2022, se informó que ella fue elegida para interpretar a Bella.  En septiembre de 2022, Josh Groban, Joshua Henry y Rita Moreno habían sido elegidos como la Bestia, Gastón y el narrador, respectivamente. Más tarde se anunció que David Alan Grier interpretaría a Cogsworth. Durante el mes, Martin Short y Shania Twain iniciaron las conversaciones finales para interpretar a Lumiere y la Sra. Potts, respectivamente.Rizwan Manji, Jon Jon Briones y Leo Abelo Perry completan el reparto como LeFou, Maurice y Chip, respectivamente. El 12 de diciembre de 2022, D23 reveló que Paige O'Hara (la voz original de Bella), Richard White (la voz original de Gastón) y el compositor Alan Menken harían un cameo en el especial como, respectivamente, el librero. el panadero y un pianista durante "Bella".